# Galotxetes

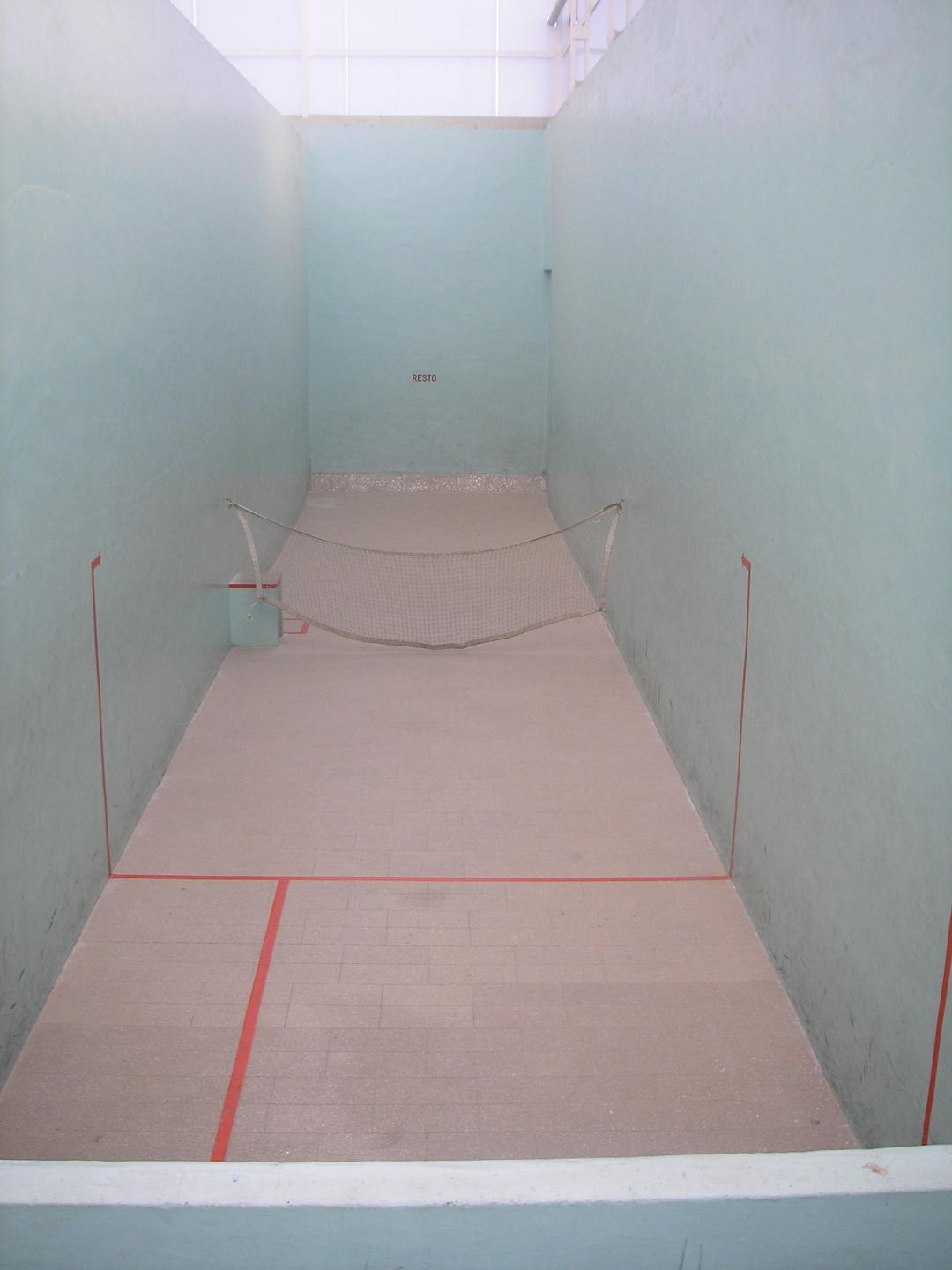
Cancha de las galotxetes.

Las  galotxetes o galochas es una modalidad de pelota valenciana de estilo directo que se disputa uno contra uno o dos contra dos.
Esta modalidad surgió durante el siglo XIX tras el hundimiento del techo de una cuadra que fue reutilizada como la primera cancha en la historia de las galotxetes.
Aunque anteriormente se disputaba en diversas localidades de la comarca del Vinalopó Medio actualmente se encuentra circunscrita a las localidades de [Monóvar] y [La Romana].
La manera de contar los tantos y de jugar es similar a la del tenis, 15, 30, val y joc. Cada juego vale un punto y las partidas se acaban cuando uno de los dos equipos logra doce puntos. Se consigue un tanto cuando un jugador es incapaz de devolver la pelota al campo contrario por encima de la red tras un bote como máximo. También se puede lograr un punto, esta vez a favor, si se introduce la pelota en uno de los cajones dispuestos para tal fin en cada una de las esquinas de la cancha.

## Cancha
Las partidas de galotxetes se disputan en la cancha conocida como Galotxeta o galochas. Esta cancha tiene unos veinte metros de largo por tres de ancho, contando con una red destensada que separa los dos campos.

## Pelota
Las partidas se disputan con una pelota utilizada únicamente para esta modalidad, la de trapo. Esta pelota tiene un centro de borra y está recubierta por tiras de trapo. Cuenta con un peso de entre 50 y 96 g y un diámetro de 6 o 7 cm.